# Conopsis biserialis
Conopsis biserialis är en ormart som beskrevs av Taylor och Smith 1942. Conopsis biserialis ingår i släktet Conopsis och familjen snokar. Inga underarter finns listade i Catalogue of Life.
Arten förekommer i centrala och södra Mexiko mellan delstaterna Jalisco och Oaxaca. Den lever i bergstrakter mellan 1500 och 3080 meter över havet. Habitatet varierar mellan ganska torra lövfällande skogar, molnskogar, skogar där tallar eller ekar dominerar samt torra buskskogar. Den besöker ibland jordbruksmark.
För beståndet är inga hot kända och arten är inte sällsynt. IUCN kategoriserar arten globalt som livskraftig.